# Sorin Condurache
Sorin Condurache (n. 22 septembrie 1968, Bârlad, Județul Vaslui – d. 21 octombrie 2017, Anglia) a fost un jucǎtor de fotbal și căpitan al echipei F.C.M. Bacău/ Selena Bacău.
Și-a început cariera de fotbalist la clubul FCM Bacău pentru care a jucat nu mai puțin de 250 de meciuri în Liga I, precum și două meciuri în Cupa Cupelor UEFA împotriva celor de la Werder Bremen . A participat și la lotul național de juniori UEFA în perioada 1983-1987 și a jucat o finală de Cupǎ a României împotriva celor de la Universitatea Craiova, pierduta cu scorul de 2-1. De asemenea, golul înscris de către Sorin Condurache în min 86 împotriva celor de la Dinamo i-a făcut pe „câini” să piardă titlul în 1992, acesta revenind echipei Steaua București. Ca antrenor a activat la echipa F.C.M Bacău unde a lucrat alǎturi de Gheorghe Poenaru, Mircea Rednic, Dumitru Dumitriu și Ilie Dumitrescu.